# Rickson Gracie
Rickson Gracie (prononcer Hickson), né le 20 novembre 1958 à Rio de Janeiro, est un expert en jiu-jitsu brésilien et un pratiquant de MMA.
Il est considéré comme une légende du jiu-jitsu, et a été l'un des acteurs de la scène des MMA modernes dans les années 1990.
Rickson Gracie est ceinture rouge en Jiu-Jitsu Brésilien depuis le mois de juillet 2017.
C'est un membre de la famille Gracie; fils de Hélio Gracie, frère de Rorion et demi-frère de Royce et de Royler Gracie.
Il a remporté des tournois de Vale Tudo au Brésil dans les années 1980 et s'est fait connaître sur la scène internationale en remportant les tournois Vale Tudo Japan en 1994 et en 1995, faisant écho aux exploits de Royce à l'Ultimate Fighting Championship.
Le 21 juin 2023 à 64 ans, il annonce lors d'une interview avec Kyra Gracie qu'il est atteint de la maladie de Parkinson.

## Controverses

### Palmarès
Le palmarès de Rickson Gracie est sujet à de nombreuses rumeurs et controverses. Pour ce qui est du palmarès officiel en free fight, le palmarès de Rickson Gracie est de 11-0.
Son père Helio Gracie a contesté l'affirmation de Rickson d'avoir eu plus de 400 combats sans défaites. Selon Hélio, Rickson n'a concouru que dans des combats officiellement pris en compte, à savoir les deux contre Rei Zulu et ceux qui ont eu lieu au Japon. Helio Gracie a allégué que Rickson utilise les combats amateurs et à l'entrainement pour obtenir un nombre supérieur à 400. Il a rajouté que s'il comptait ses combats comme Rickson le fait, il en aurait plus d'un million. 
La seule défaite officielle de Rickson en compétition d'arts martiaux est survenue aux Championnats américains de Sambo en 1993 à Norman, Oklahoma. Rickson qui prétendait être un ancien médaillé d'or aux Championnats panaméricains de Sambo 1980 chez les moins de 74 kilogrammes, affronte le champion de judo et de sambo Ron Tripp. Tripp a fait tombé Gracie grâce à un Uchi-Mata en 47 secondes, donnant ainsi à Tripp une victoire absolue sous les règles de la FIAS International Sambo. Rickson a contesté cette défaite, affirmant qu'il avait été mal informé des règles de l'événement,.

### Critique des autres combattants
Gracie a soulevé la colère de certains dans la communauté MMA en critiquant les capacités des meilleurs combattants. En 1996, parlant des vainqueurs du tournoi de l'Ultimate Fighting Championship, il a qualifié Don Frye et Mark Coleman de « très faibles », et a déclaré que ce dernier « n'offrirait aucun danger ». Il a également considéré Wallid Ismail comme un « combattant moyen », Kazushi Sakuraba comme « pas un combattant qui a une grande expertise dans n'importe quoi » et « chanceux tout le temps », ainsi que Marco Ruas comme un combattant avec « rien de spécial » et « basique ». Ruas, qui était connu pour avoir défié Rickson à un combat plusieurs fois dans sa carrière, a répondu en disant : « Parler est bon marché. Il doit monter sur le ring et prouver ce qu'il dit ».
Bien qu'il n'ait pas combattu dans un concours de MMA depuis huit ans, Gracie a affirmé en 2008 qu'il pouvait toujours battre facilement les meilleurs combattants actuels. Dans une interview avec Tokyo Sports, il a fait valoir que Fedor Emelianenko était un grand athlète, mais possédait une capacité technique « médiocre », et qu'il (Gracie) était « sûr à 100% » qu'il pourrait le vaincre. Deux ans après, Gracie a déclaré qu'il était en désaccord avec ceux qui considèrent Emelianenko comme « quelque peu spécial » et qu'il croyait qu'Emelianenko méritait de perdre la décision dans son combat avec Ricardo Arona. Il a également décrit Brock Lesnar comme ayant « zéro défense au sol » dans le combat contre Carwin et critiqué Shane Carwin, le caractérisant comme « fort comme un taureau mais fragile comme un tigre de papier ». Les commentaires critiques antérieurs que Gracie a faits à propos d'Antônio Rodrigo Nogueira (affirmant que Nogueira n'avait «pas de garde ») ont incité Wanderlei Silva à dire que Gracie « vit dans un monde fantastique » et lui a lancé un nouveau défi.

## Palmarès en MMA
| 11 combats     | 11 victoires | 0 défaites |
| Par KO         | 0            | 0          |
| Par soumission | 11           | 0          |
| Sur décision   | 0            | 0          |

| Résultat | Record | Adversaire                  | Méthode                                     | Événement            | Date             | Round | Temps | Lieu                   | Notes |
| -------- | ------ | --------------------------- | ------------------------------------------- | -------------------- | ---------------- | ----- | ----- | ---------------------- | ----- |
| Victoire | 11-0   | Masakatsu Funaki            | Soumission technique (étranglement arrière) | C2K: Colosseum 2000  | 26 mai 2000      | 1     | 12:49 | Japon                  |       |
| Victoire | 10-0   | Nobuhiko Takada             | Soumission (clé de bras)                    | Pride 4:             | 11 octobre 1997  | 1     | 9:30  | Tokyo, Japon           |       |
| Victoire | 9-0    | Nobuhiko Takada             | Soumission (clé de bras)                    | Pride 1              | 11 octobre 1997  | 1     | 4:47  | Tokyo, Japon           |       |
| Victoire | 8-0    | Yuki Nakai                  | Soumission (étranglement arrière)           | Vale Tudo Japan 1995 | 20 avril 1995    | 1     | 6:22  | Tokyo, Japon           |       |
| Victoire | 7-0    | Koichiro Kimura             | Soumission (étranglement arrière)           | Vale Tudo Japan 1995 | 20 avril 1995    | 1     | 2:07  | Tokyo, Japon           |       |
| Victoire | 6-0    | Yoshihisa Yamamoto          | Soumission (étranglement arrière)           | Vale Tudo Japan 1995 | 20 avril 1995    | 3     | 3:49  | Tokyo, Japon           |       |
| Victoire | 5-0    | Bud Smith                   | Soumission (coups de poing)                 | Vale Tudo Japan 1994 | 29 juillet 1994  | 1     | 0:39  | Urayasu, Japon         |       |
| Victoire | 4-0    | David Levicki               | Soumission (coups de poing)                 | Vale Tudo Japan 1994 | 29 juillet 1994  | 1     | 2:40  | Urayasu, Japon         |       |
| Victoire | 3-0    | Yoshinori Nishi             | Soumission (étranglement arrière)           | Vale Tudo Japan 1994 | 29 juillet 1994  | 1     | 2:52  | Urayasu, Japon         |       |
| Victoire | 2-0    | Casemiro Nascimento Martins | Soumission (étranglement arrière)           | Independent Event    | 1er janvier 1984 | 1     | NC    | Rio de Janeiro, Brésil |       |
| Victoire | 1-0    | Casemiro Nascimento Martins | Soumission (étranglement arrière)           | Independent Event    | 25 avril 1980    | 1     | 11:55 | Brasilia, Brésil       |       |

## Filmographie
- Il apparaît dans L'Incroyable Hulk (2008) où il joue le rôle du maître d'aïkido d'Edward Norton.
- Fight Science (2006) (TV).... joue son propre rôle
- Chop Suey (2001).... joue son propre rôle
- Choke (1999).... joue son propre rôle

### Sources
- BJJ.org. Rickson Gracie. bjj.org
- International Gracie Jiu-Jitsu Federation. Family Tree. www.550media.com
- Warriorscove.com. Rickson Gracie: Reviews and Testimonials. www.warriorscove.com.
- Gracie Jiu-Jitsu Academy. Rickson Gracie. www.gracieacademy.com.